# Vlado Kristl
Vlado Kristl (* 24. Januar 1923 in Zagreb; † 7. Juli 2004 in München) war ein in Deutschland lebender kroatischer Maler, Filmemacher und Autor von literarischen Texten.

## Leben und Wirken
Kristl studierte von 1942 bis 1949 an der Kunstakademie in Zagreb. Ab 1950 betätigte er sich als freischaffender Maler und Lyriker. Im Februar/März 1953 präsentierte er abstrakte Bilder in einer Ausstellung der Gruppe EXAT-51 in Zagreb. Anschließend ging er nach Westeuropa, und von 1954 bis 1959 lebte er in Chile.
Ab 1959 war er wieder in Jugoslawien, wo er seine Werke ausstellte und erste Zeichentrickfilme schuf. Als sein erster Realfilm Der General und der ernste Mensch beschlagnahmt wurde, verließ Kristl 1963 Jugoslawien und ließ sich in München nieder.
Kristl galt als „Anarchist der Fantasie“. Seine Experimentalfilme, mal Real-, mal Zeichentrickfilme, bestanden aus Einstellungen ohne jeden Bezug zueinander, die Beziehungen entstanden erst durch den Schnitt und die Montage. Kristl war stets für Überraschungen gut. So zerstörte er selbst im Rahmen eines Film-Happenings nach der Vorführung seinen eigenen Kurzfilm Maulwürfe. Obwohl mehrfach ausgezeichnet, fanden die Filme nur ein begrenztes Publikumsinteresse.
Ab 1975 wandte sich Kristl wieder vorwiegend der Malerei zu und entwickelte 1977 ein „Video-Theater“. Seit 1979 lehrte er an der Hochschule für bildende Künste Hamburg.
Mit seiner Ehefrau Jelena hatte er die Kinder Madeleine (* 1966) und Pepe Stephan (* 1968).

## Filmografie
| - 1959: Juwelenraub (Kradja dragulja, Zeichentrickfilm) - 1960: Das Chagrinleder (Žagrenska koža, Zeichentrickfilm) - 1960: Don Qichotte (Don Kihot, Zeichentrickfilm) - 1962: Der General und der ernste Mensch (General i resni človec) - 1963: Arme Leute (Kurzfilm) - 1963: Madeleine, Madeleine (Kurzfilm) - 1964: Der Damm - 1965: Autorennen (Kurzfilm) - 1965: Maulwürfe (Kurzfilm) - 1965: Friedliche Zeiten (Kurzfilm) - 1966: Prometheus (Zeichentrickfilm) - 1966: Der Brief - 1967: Die Utopen (Zeichentrickfilm) - 1968: Sekundenfilme (TV-Kurzfilmserie) - 1968: 100 Blatt Schreibblock - 1969: Italienisches Capriccio (Kurzfilm) - 1970: Film oder Macht - 1971: Obrigkeitsfilm - 1971: Berlinale (Kurzfilm) - 1971: Tigerkäfig (Kurzfilm) - 1971: Die Dächer der Ruinen (Kurzfilm) | - 1971: Kino zwei (TV) - 1972: Akademismus - 1973: Literaturverfilmung (TV-Kurzfilm) - 1973: Horizonte (TV-Kurzfilm) - 1974: Kollektivfilm (Übungsfilm einer Filmklasse unter Kristls Leitung) - 1975: Diese Gedichte - 1982: Verräter des jungen deutschen Films schlafen nicht! (Zeichentrickfilm) - 1983: Tod dem Zuschauer - 1985: Zeichnungen (Zeichentrickfilm) - 1987: Am Wegende, am Bach, mit Susanne (Zeichentrickfilm) - 1988: Der letzte Klon (Kurzfilm) - 1990: Der Tod des Beamten - 1991: Die Schule der Postmoderne - 1991: Elektromobil (Dokumentarfilm) - 1992: Partei der Intelligenz - 1994: Die Hälfte des Reichtums für die Hälfte der Schönheit (Zeichentrickfilm) - 1996: Als man noch aus persönlichen Gründen gelebt hat - 1998: Der letzte Klon (Kurzfilm) - 2000: Drei faule Schweine (Kurzfilm) - 2002: Kunst ist nur außerhalb der Menschengesellschaft (Kurzfilm) - 2004: Weltkongress der Obdachlosen (Kurzfilm) |